# Million Dollar Baby
Million Dollar Baby è un film del 2004, diretto e prodotto da Clint Eastwood. La pellicola è interpretata dallo stesso Eastwood, insieme a Hilary Swank e Morgan Freeman.
Il film è dedicato al mondo del pugilato e il soggetto è tratto da un racconto della raccolta Rope Burns: Stories from the Corner-Lo Sfidante di Jerry Boyd, in arte F.X. Toole. Ma non si esclude che Toole abbia tratto ispirazione a sua volta dalla vita della pugile Katie Dallam che, dopo aver iniziato tardi a boxare, nel 1996 ebbe un grave incidente sul ring che le causò un'emorragia cerebrale, coma e conseguente stato vegetativo.
Million Dollar Baby ha ricevuto sette candidature agli Oscar del 2005, aggiudicandosi quattro statuette, in particolare quella per il miglior film e quella per il miglior regista, assegnata a Clint Eastwood. Ha anche riscosso un grande successo sia in Nord America che nel resto del mondo, con un incasso complessivo di oltre 216 milioni di dollari.

## Trama
Los Angeles, primi anni 2000. Frankie Dunn è un anziano manager di boxe che ha passato tutta la vita in una vecchia palestra di periferia, satura di odori acri e permanenti, prima come pugile e poi come allenatore e manager. Per colpa del carattere chiuso e scorbutico, indurito da una vita difficile, ha come unico amico Scrap, un ex pugile nero, rimasto cieco a un occhio per un pugno sul ring durante un incontro che Frankie avrebbe potuto interrompere. Scrap gestisce con Frankie la palestra, occupandosi anche dei lavori più umili, come la pulizia dei bagni, e dormendo in una stanzetta privata.
Frankie coltiva una singolare passione per la lingua gaelica, che cerca di imparare leggendo William Butler Yeats, e ha un difficile rapporto con la religione: da anni si reca giornalmente a messa e continua ad assillare il reverendo Horvak coi suoi dubbi sulla fede. Frankie spera che la fede e Dio lo aiutino a recuperare il rapporto con la sua unica figlia, Kathy, che lo ha ripudiato molti anni prima. Lui non si perdona di aver interrotto e, forse, perduto per sempre il legame con la figlia, alla quale scrive da anni varie volte alla settimana lettere che puntualmente ritornano indietro, senza che vengano aperte.
Questo lento incedere dei giorni viene interrotto da due fatti: il suo allievo migliore, Big Willie, passa sotto il controllo di un altro manager ben più interessato agli affari che all'arte pugilistica, cosa che permete a Willie di ottenere subito l'incontro per il titolo mondiale, troppo a lungo rifiutato da Frankie per paura di perderlo, titolo che si aggiudica grazie agli insegnamenti del vecchio allenatore. In seguito un altro evento cambierà per sempre la vita di Frankie e di Scrap: un giorno, Maggie Fitzgerald, una ragazza che lavora come cameriera, figlia poverissima dell'America rurale, si iscrive in palestra con il coraggioso intento a 31 anni di diventare una pugile professionista e la volontà di affrontare ogni sacrificio. Maggie chiede a Frankie di essere il suo allenatore, ma l'uomo rifiuta seccamente. Davanti all'incredibile insistenza e ostinazione della ragazza, cambia però idea e decide di prenderla sotto la propria ala protettiva.
Dopo un periodo di allenamenti intensi, nonostante le incertezze di Frankie, Maggie inizia ad affrontare alcuni incontri, dimostrandosi da subito promettente: è capace di mettere KO l'avversaria al primo round, tanto che, nell'ambiente professionistico femminile, inizia a essere in testa ma a non trovare avversari per arrivare a gareggiare per il titolo. Frankie è così costretto a pagare gli avversari per procurare degli incontri a Maggie, che viene anche spinta da Scrap a incontrare, in segreto da Frankie, un altro manager che le può assicurare il match per il titolo.
Tuttavia, Maggie e Frankie col tempo si sono affezionati e l'anziano e testardo allenatore organizza per lei match professionali sulla strada del titolo mondiale. Le regala, inoltre, una vestaglia coi colori dell'Irlanda e la misteriosa scritta in gaelico Mo Cuishle, di cui non le traduce il significato. Mentre il pubblico ne applaude le gesta, Frankie fa passare la sua campionessa alla categoria superiore dei Pesi welter; dopo svariati incontri in tutta Europa, Maggie diventa una celebrità, pronta per il titolo. Vincendo e guadagnando tanti soldi che risparmia oculatamente, compra una casa a sua madre e ai suoi due fratelli, che vivono coi soldi dell'assistenza sociale; tuttavia, temendo che, con quel gesto di generosità, possano perdere ogni sussidio, loro si mostrano irriconoscenti, insultando Maggie.
Arriva il giorno della sfida di Maggie con la campionessa del mondo categoria Welter, Billie "orso blu", ex prostituta tedesca, avanzo di galera, nonché pugile nota per le sue scorrettezze. I manager si incontrano e stipulano un contratto da un milione di dollari da dividere in parti uguali. Prima del match a Las Vegas, Frankie promette di rivelare il significato di Mo Cuishle in caso di vittoria. Scrap rimane a Los Angeles, speranzoso per la ragazza, ma temendo anche il peggio. L'incontro sembra sbilanciato: Maggie incassa parecchi colpi sporchi dalla scatenata Billie, poi, consigliata da Frankie, prende le misure, comprende la tecnica di attacco e inizia a colpire forte l'avversaria che finisce anche a terra, ma non KO.
È proprio durante la pausa alla fine del terzo round che subdolamente Billie, approfittando della distrazione dell'arbitro, colpisce a tradimento Maggie con un gancio sinistro che la fa piombare a terra, col capo che colpisce violentemente lo sgabello dell'angolo che Frankie non riesce a togliere in tempo. Maggie si rompe il collo e finisce in coma. Quando si risveglia, si trova immobile nel letto di un ospedale di Las Vegas. Il medico le spiega che ha due vertebre del collo rotte e che rimarrà per sempre paralizzata dal collo alla punta dei piedi. Affranto, Frankie attende fuori dalla stanza e, in uno scatto d'ira, attribuisce le colpe di quella disgrazia a Scrap, lì presente, perché fu lui a insistere per fargli allenare la ragazza.
Dopo qualche settimana, si fanno vivi anche i familiari di Maggie, i quali hanno preferito visitare Disneyland prima di andare in ospedale. I parenti si fanno accompagnare da un avvocato e la madre tenta di convincere la figlia, immobilizzata a letto, a intestare a lei tutti i soldi vinti con gli incontri. Maggie capisce che i suoi parenti non le mostrano alcun affetto, ma sono solo interessati a mettere le mani sul suo patrimonio, così li caccia, minacciandoli di togliere loro anche la casa. Frankie rimane così l'unica persona, assieme a Scrap, a fare compagnia a Maggie e a darle un minimo di sostegno. Le settimane passano, Frankie la trasferisce in una clinica più costosa ed efficiente, specializzata in casi simili, ma il corpo di Maggie non reagisce più e le piaghe da decubito, causate dalla mancanza di circolazione negli arti, costringono i medici ad amputarle una gamba.
Maggie, che non riesce più a sopportare tale condizione, ricordando ancora le urla d'incitamento del suo pubblico durante i match, ricorda a Frankie un aneddoto della propria infanzia che gli aveva raccontato tempo prima: un giorno suo padre partì per il bosco con il cane, avente le zampe posteriori paralizzate, e al ritorno Maggie non vide più il cane, ma una pala dietro al furgone. Maggie fa così capire a Frankie che vuole che lui interrompa la sua vita, ricorrendo all'eutanasia, pratica non autorizzata nello stato della California. Frankie, sconvolto, le nega la richiesta, ma al contempo non riesce più a sopportare la sofferenza di Maggie, che, in un tentativo di suicidio, si era tagliata la lingua a morsi, rischiando di morire dissanguata e venendo salvata in extremis dai medici. Prima dell'arrivo di Frankie, Maggie si era fatta saltare tutti i punti e i medici avevano dovuta sedarla per evitare che ritentasse il suicidio.
Frankie si consulta col prete, che gli sconsiglia di compiere un atto che non solo è immorale dal punto di vista cristiano, ma soprattutto che avrebbe un effetto devastante su una persona già profondamente ferita come lui. Nonostante ciò, una notte Frankie entra di nascosto nella stanza di Maggie, e dapprima stacca il respiratore per farla addormentare per poi iniettarle una massiccia dose di adrenalina per fermarle il battito cardiaco. Prima che Maggie perda i sensi, Frankie la bacia amorevolmente e le svela che Mo Cuishle in gaelico significa «mio tesoro, mio sangue». Da quella notte Frankie Dunn scompare nel nulla. Scrap, che continua a tenere aperta la palestra di boxe, per settimane lo aspetta, poi si convince che Frankie non tornerà mai più e spera che abbia trovato un luogo da qualche parte per ricominciare a essere felice e curare le profonde ferite del suo cuore. La storia è raccontata dalla voce fuori campo di Scrap tramite una lettera che ha scritto alla figlia di Frankie, per spiegarle che uomo sia suo padre, sperando che possa andare a cercarlo e poter finalmente tornare insieme.

## Produzione

### Riprese
Durante il suo discorso di accettazione dell'Oscar per la miglior regia, Clint Eastwood disse di aver girato il film in soli 37 giorni.
Per il film, che ha consacrato Hilary Swank come star internazionale, l'attrice ha preso vere lezioni di boxe, prendendo dieci chilogrammi di peso in muscoli e allenandosi ogni giorno per dodici settimane, prima di iniziare le riprese.

### Colonna sonora
Clint Eastwood anche per questo film ha composto al pianoforte il tema principale della colonna sonora, Blue Morgan.

## Distribuzione

### Data di uscita
Il film è uscito nelle sale statunitensi a partire dal 15 dicembre 2004, mentre in Italia il 18 febbraio 2005.

### Doppiaggio italiano
L'edizione italiana del film fu curata da Marco Guadagno per SEDIF.
Clint Eastwood non è stato doppiato dal suo abituale doppiatore Michele Kalamera (scelto dallo stesso attore fin da Il texano dagli occhi di ghiaccio) a causa di un lutto familiare e fu sostituito da Adalberto Maria Merli.

## Accoglienza

### Incassi
A fronte di un budget di 30 milioni di dollari, il film ha incassato globalmente 216763646 $.

### Critica
Il film è stato accolto positivamente dalla critica. Sull'aggregatore Rotten Tomatoes ha ottenuto il 90% dei giudizi positivi, con un voto medio di 8,8 su 10 basato su 268 recensioni, mentre su Metacritic ha un punteggio di 86 su 100 basato su 39 recensioni.
La pellicola è stata giudicata positivamente anche dalla commissione di valutazione film della Conferenza Episcopale Italiana, secondo cui «Arriva l'eutanasia, certo. Ma non come soluzione ideale, come fatto 'normale' e come incitamento a ripeterla. Frankie compie il gesto sbagliato, e ne è cosciente. Aspro, intenso, capace di raffigurare la passione straziata di esistenze afflitte dalla solitudine e di accompagnarle verso una lontana speranza, il film pone domande, mai gratuite, dentro una cronaca lucida, scarna, coraggiosa».

## Riconoscimenti
- 2005 - Premio Oscar
  - Miglior film a Clint Eastwood, Albert S. Ruddy e Tom Rosenberg
  - Miglior regia a Clint Eastwood
  - Miglior attrice protagonista a Hilary Swank
  - Miglior attore non protagonista a Morgan Freeman
  - Candidatura per il miglior attore protagonista a Clint Eastwood
  - Candidatura per la miglior sceneggiatura non originale a Paul Haggis
  - Candidatura per il miglior montaggio a Joel Cox
- 2005 - Golden Globe
  - Miglior regia a Clint Eastwood
  - Miglior attrice in un film drammatico a Hilary Swank
  - Candidatura per il miglior film drammatico
  - Candidatura per il miglior attore non protagonista a Morgan Freeman
  - Candidatura per la miglior colonna sonora a Clint Eastwood
- 2005 - Screen Actors Guild Award
  - Miglior attrice protagonista a Hilary Swank
  - Miglior attore non protagonista a Morgan Freeman
  - Candidatura per il miglior cast
- 2004 - National Board of Review Award
  - Migliori dieci film
  - Premio Speciale a Clint Eastwood
- 2004 - Boston Society of Film Critics Award
  - Miglior attrice protagonista a Hilary Swank
- 2005 - Central Ohio Film Critics Association Award
  - Miglior film
  - Miglior performance da protagonista a Hilary Swank
  - Candidatura per il miglior regista a Clint Eastwood
- 2006 - Japan Academy Award
  - Miglior film straniero
- 2004 - Chicago Film Critics Association Award
  - Migliore regia a Clint Eastwood
- 2006 - Empire Award
  - Candidatura per la miglior attrice protagonista a Hilary Swank
- 2004 - Los Angeles Film Critics Association Award
  - Candidatura per il miglior film
  - Candidatura per il miglior attore non protagonista a Morgan Freeman
- 2005 - Kansas City Film Critics Circle Award
  - Miglior film
  - Miglior attrice protagonista a Hilary Swank
- 2004 - New York Film Critics Circle Award
  - Migliore regia a Clint Eastwood
- 2004 - Critics' Choice Movie Award
  - Miglior attrice protagonista a Hilary Swank
  - Candidatura per il miglior film
  - Candidatura per il miglior regista a Clint Eastwood
  - Candidatura per il miglior attore non protagonista a Morgan Freeman
- 2006 - Premio César
  - Miglior film straniero a Clint Eastwood
- 2005 - David di Donatello
  - Miglior film straniero a Clint Eastwood
- 2004 - Satellite Award
  - Miglior attrice in un film drammatico a Hilary Swank
  - Miglior sceneggiatura non originale a Paul Haggis
- 2005 - MTV Movie Award
  - Candidatura per la miglior performance femminile a Hilary Swank
- 2006 - Nastro d'argento
  - Regista del miglior film straniero a Clint Eastwood
  - Miglior doppiaggio maschile a Adalberto Maria Merli
- 2005 - Southeastern Film Critics Association Award
  - Candidatura per il miglior film
  - Candidatura per il miglior regista a Clint Eastwood
  - Candidatura per il miglior attore non protagonista a Morgan Freeman
- 2005 - Golden Reel Award
  - Candidatura per il miglior montaggio sonoro (Effetti sonori) ad Alan Robert Murray, Bub Asman, David Grimaldi e Jason King
- 2005 - Premio Amanda
  - Candidatura per il miglior film straniero a Clint Eastwood
- 2005 - Eddie Award
  - Candidatura per il miglior montaggio in un film drammatico a Joel Cox
- 2005 - American Screenwriters Association
  - Discover Screenwriting Award a Paul Haggis
- 2005 - Art Directors Guild
  - Candidatura per la miglior scenografia a Henry Bumstead e Jack G. Taylor Jr.
- 2006 - Blue Ribbon Award
  - Miglior film straniero a Clint Eastwood
- 2005 - BET Award
  - Candidatura per il miglior attore protagonista a Morgan Freeman
- 2005 - AFI Award
  - Film dell'anno
- 2005 - Black Reel Award
  - Candidatura per il miglior attore non protagonista a Morgan Freeman
- 2005 - Artios Award
  - Candidatura per il miglior casting per un film drammatico a Phyllis Huffman
- 2007 - Cinema Brazil Grand Prize
  - Candidatura per il miglior film straniero
- 2006 - Cinema Writers Circle Award
  - Miglior film straniero a Clint Eastwood
- 2005 - Dallas-Fort Worth Film Critics Association Award
  - Miglior film
  - Miglior attrice protagonista a Hilary Swank
  - Candidatura per il miglior attore non protagonista a Morgan Freeman
- 2005 - DGA Award
  - Miglior regia a Clint Eastwood, Tim Moore, Robert Lorenz, Donald Murphy, Cathy Carroll e Ryan Craig
- 2005 - Directors Guild of Great Britain
  - Candidatura per la miglior regia a Clint Eastwood
- 2005 - ESPY Award
  - Candidatura per il miglior film sportivo
- 2005 - Film Critics Circle of Australia Award
  - Miglior film straniero a Clint Eastwood
- 2004 - Florida Film Critics Circle Award
  - Miglior attrice protagonista a Hilary Swank
- 2006 - Fotogramma d'argento
  - Miglior film straniero a Clint Eastwood
- 2005 - Golden Trailer Award
  - Candidatura per la miglior colonna sonora
- 2006 - Grammy Award
  - Candidatura per la miglior colonna sonora a Clint Eastwood
- 2005 - NAACP Image Award
  - Miglior attore non protagonista a Morgan Freeman
- 2006 - Kinema Junpo Award
  - Miglior film straniero a Clint Eastwood
  - Miglior regista straniero a Clint Eastwood
  - Readers' Choice Award a Clint Eastwood
- 2005 - National Society of Film Critics Award
  - Miglior film
  - Miglior attrice protagonista a Hilary Swank
  - Candidatura per la miglior regia a Clint Eastwood
  - Candidatura per il miglior attore protagonista a Clint Eastwood
  - Candidatura per il miglior attore non protagonista a Morgan Freeman
- 2005 - Nikkan Sports Film Award
  - Miglior film straniero
- 2005 - Online Film Critics Society Award
  - Candidatura per la miglior regia a Clint Eastwood
  - Candidatura per la miglior attrice protagonista a Hilary Swank
  - Candidatura per la miglior sceneggiatura non originale a Paul Haggis e F. X. Toole
- 2005 - PGA Award
  - Miglior produttore a Clint Eastwood, Albert S. Ruddy e Tom Rosenberg
- 2004 - Phoenix Film Critics Society Award
  - Miglior attrice protagonista a Hilary Swank
- 2006 - Premio Robert
  - Candidatura per il miglior film straniero a Clint Eastwood
- 2004 - San Diego Film Critics Society Award
  - Migliore regia a Clint Eastwood
  - Miglior colonna sonora a Clint Eastwood
- 2006 - Sant Jordi Award
  - Miglior attrice straniera a Hilary Swank
- 2004 - Seattle Film Critics Award
  - Miglior film
  - Migliore regia a Clint Eastwood
- 2005 - USC Scripter Award
  - Migliore sceneggiatura a Paul Haggis e F. X. Toole
- 2005 - Vancouver Film Critics Circle
  - Migliore regia a Clint Eastwood
  - Miglior attore non protagonista a Morgan Freeman
  - Candidatura per il miglior film
  - Candidatura per la miglior attrice a Hilary Swank
- 2004 - Washington DC Area Film Critics Association Award
  - Candidatura per la miglior attrice protagonista a Hilary Swank
  - Candidatura per il miglior attore non protagonista a Morgan Freeman
- 2005 - WGA Award
  - Candidatura per la miglior sceneggiatura a Paul Haggis

## Influenza culturale

### Richiami all'Irlanda
Numerosi sono i richiami all'Irlanda e alla sua cultura. Eastwood veste spesso di verde nella pellicola, sceglie per la sua atleta una tenuta verde col trifoglio irlandese e un motto in lingua gaelica come simboli, oltre a leggere l'opera di William Butler Yeats per cercare d'imparare a parlare gaelico. I cognomi dei due personaggi principali, Dunn e Fitzgerald, sono inoltre tipicamente irlandesi. Durante poi uno degli incontri di Maggie, Eastwood per commentare il foltissimo seguito che la ragazza si è riuscita in così poco tempo a guadagnare esclama: «Forse perché il mondo è pieno di irlandesi o di tanti che vorrebbero esserlo».

### Gaelico errato
La parola gaelica, che diventa il nome di battaglia di Maggie del film, Mo cuishle, è in realtà scritta in maniera incorretta, dato che dovrebbe essere trascritta come Mo chuisle. La traduzione italiana che fa il doppiaggio è abbastanza libera, essendo il significato letterale "mio battito" o "mio sangue", mentre Frankie, anche nella versione originale non doppiata, dice a Maggie che significa "mio tesoro", "mio sangue".

### Omaggi
- Nel tredicesimo episodio della diciassettesima stagione de I Simpson, A proposito di Margie, viene riprodotta fedelmente la sequenza dell'incidente di Maggie, con Marge che, avendo perso conoscenza dopo aver inalato i fumi tossici scaturiti da una specie di super smacchiatore fatto in casa, cade battendo la testa su d'uno sgabello rosso (al suo risveglio in ospedale, poi, commenta: «mi sembra di avere la testa gonfia, come dopo un incontro di boxe»). Lo stesso titolo del film, inoltre, viene citato nel nono episodio della medesima stagione, Million Dollar Abe.

- L'incontro tra Maggie e Billie e lo stesso incidente dello sgabello vengono rievocati in chiave parodica nel film Scary Movie 4, quando Cindy racconta, sotto forma di flashback, di come fosse morto suo marito George, il quale - facendole da manager per il campionato di pugilato femminile - si ruppe il collo lanciandosi sullo sgabello prima che lei, tramortita a tradimento dalla rivale, vi ci potesse cadere mortalmente.